# Марне (Верхняя Сона)
Марне́ (фр. Marnay) — коммуна во Франции, находится в регионе Франш-Конте. Департамент — Верхняя Сона. Административный центр кантона Марне. Округ коммуны — Везуль.
Код INSEE коммуны — 70334.

## География
Коммуна расположена приблизительно в 310 км к юго-востоку от Парижа, в 20 км западнее Безансона, в 50 км к юго-западу от Везуля.
На юге коммуны протекает река Оньон.

## Население
Население коммуны на 2010 год составляло 1380 человек.
| 1962 | 1968 | 1975 | 1982 | 1990 | 1999 | 2010 |
| ---- | ---- | ---- | ---- | ---- | ---- | ---- |
| 869  | 1026 | 1073 | 1175 | 1201 | 1287 | 1380 |

## Экономика
В 2010 году среди 873 человек трудоспособного возраста (15—64 лет) 660 были экономически активными, 213 — неактивными (показатель активности — 75,6 %, в 1999 году было 73,5 %). Из 660 активных жителей работали 617 человек (325 мужчин и 292 женщины), безработными были 43 (21 мужчина и 22 женщины). Среди 213 неактивных 66 человек были учениками или студентами, 97 — пенсионерами, 50 были неактивными по другим причинам.

## Достопримечательности
- Церковь Св. Симфориана[фр.] (XII век). Исторический памятник с 1926 года[3]
- Замок Марне[фр.] (XIII век). Исторический памятник с 2002 года[4]
- Отель «Терье-де-Сантан», ныне мэрия (XVI век). Исторический памятник с 1915 года[5]

## Фотогалерея
- Церковь Св. Симфориана
- Интерьер церкви Св. Симфориана
- Замок Марне
- Отель «Терье-де-Сантан», ныне мэрия